# Фраделуш (Вила-Нова-ди-Фамаликан)
Фраде́луш (порт. Fradelos) — населённый пункт и район в Португалии, входит в округ Брага. Является составной частью муниципалитета Вила-Нова-ди-Фамаликан. Находится в составе крупной городской агломерации Большое Минью. По старому административному делению входил в провинцию Минью. Входит в экономико-статистический субрегион Аве, который входит в Северный регион. Население составляет 3337 человек на 2001 год. Занимает площадь 16,97 км².